# Габшайд
Габшайд (нім. Habscheid) — громада в Німеччині, розташована в землі Рейнланд-Пфальц. Входить до складу району Бітбург-Прюм. Складова частина об'єднання громад Прюм.
Площа — 17,60 км2. Населення становить 662 ос. (станом на 31 грудня 2020).